# Jerusalem (Sleep)
Jerusalem è il terzo album in studio del gruppo musicale stoner rock/doom metal statunitense Sleep, pubblicato in diverse versioni e da diverse etichette a partire dal 1999.

## Gestazione
La musica per questo album fu composta in un periodo di quattro anni in cui la band lavorò per creare un solo brano della durata di circa un'ora. L'album fu finanziato dall'etichetta London Records, che alla fine delle registrazioni si dichiarò scontenta del prodotto finale e si rifiutò di pubblicarlo. L'album, come detto, fu pubblicato successivamente in diverse versioni e da diverse etichette. Tutte le versioni furono accolte molto positivamente dalla critica, e l'album è ormai considerato una pietra miliare per i generi stoner metal e doom metal.

## Concepimento
Dopo le recensioni positive da parte della stampa specializzata per l'album Sleep's Holy Mountain, pubblicato nel 1993 dalla Earache Records, l'etichetta annunciò che la band avrebbe pubblicato un nuovo album. Gli Sleep avevano terminato il tour europeo con i Cathedral e quello americano con gli Hawkwind, quando decisero di iniziare a comporre del nuovo materiale. L'album sarebbe consistito in un brano unico della durata di un'ora.
Il brano venne sviluppato e provato durante i sound check, nelle stanze di motel e nelle case di amici. Matt Pike disse che il processo di scrittura fu lungo e che lavorarono su di esso per circa quattro anni. Parallelamente, il gruppo lavorò su altri pezzi di durata minore, ma non li registrò mai. Al Cisneros dichiarò che il consumo di cannabis fu un fattore importante nel processo di scrittura, tanto da riflettersi abbondantemente nel testo del brano. Durante i concerti la band eseguì il brano con il nome di "Dopesmoker". Durante le sessioni di prova dopo il tour, però, iniziarono a riferirsi alla canzone con il nome "Jerusalem", visto che la storia narrata sarebbe stata ambientata nei deserti mediorientali.

## Registrazione
Nel 1995 gli Sleep erano pronti a registrare l'album, ma le registrazioni vere e proprie non iniziarono prima del 1996, a causa di alcune dispute legali con la Earache Records. Sia la London Records che la Elektra Records erano interessate a offrire un nuovo contratto al gruppo. La scelta degli Sleep ricadde sulla London Records per la promessa di completa libertà artistica e maggior supporto finanziario. Dato che l'etichetta non aveva sotto contratto nessuna band metal, il gruppo pensava che avrebbe ricevuto un trattamento di favore. La situazione economica dei membri della band era tutt'altro che rosea, e la maggior parte dei soldi ricevuti dall'etichetta furono utilizzati per saldare i loro debiti.
Il brano fu registrato al Record Two Studio a Comptche, in California, dal produttore Billy Anderson. Durante le registrazioni, il brano prese forma in modo differente da come la band l'aveva inizialmente concepito, con tempi sempre più lenti. Le registrazioni furono difficoltose, per via del fatto che i musicisti dovevano memorizzare grandi porzioni della canzone. Inoltre, la registrazione fu suddivisa in tre sezioni, per adeguarsi alla durata di 22 minuti delle bobine magnetiche. Secondo Matt Pike fu divertente, ma anche una delle cose più difficili della sua vita. Dopo un mese in studio, gli Sleep tornarono a casa per esercitarsi e fare pratica, prima di ritornare per un altro mese. Pike dichiarò che alla fine delle registrazioni si ritrovarono con due o tre versioni differenti del brano.

## Pubblicazione
Dopo qualche settimana dalla firma del contratto con la London Records, i membri della divisione A&R dell'etichetta che avevano negoziato con gli Sleep furono trasferiti e rimpiazzati. Dopo l'invio dell'album completo alla London Records, l'etichetta disse al gruppo che non lo avrebbe pubblicato in quel formato. L'etichetta quindi fece remixare il materiale da David Sardy, ma nonostante questo fu riluttante a dare l'album alle stampe. La band inizialmente decise di bloccare la pubblicazione di una qualsiasi versione modificata del brano, creando di conseguenza una condizione di stallo tra loro e l'etichetta. I membri del gruppo erano indecisi se accettare o meno la pubblicazione dell'album. Cisneros era contro la pubblicazione, mentre Pike riteneva che dopo tutto il duro lavoro fatto per registrarlo, era meglio pubblicare la versione modificata dell'album che non pubblicarlo affatto.
Ad oggi sono state pubblicate quattro versioni dell'album: un disco promozionale della London Records, un bootleg con copertina disegnata da Arik Roper, un album della Rise Above/Music Cartel Records e un album della Tee Pee Records. La versione pubblicata dalla Rise Above/Music Cartel Records nel 1999 sotto il nome di Jerusalem era non autorizzata. Jerusalem ha una durata di 52 minuti ed è una singola composizione divisa in sei parti con lo stesso titolo.

## Accoglienza
| Recensione | Giudizio |
| ---------- | -------- |
| AllMusic   | [ 13 ]   |

## Tracce
Tutte le tracce sono state composte dagli Sleep.
Jerusalem
1. Jerusalem (parte 1/6) – 9:26
2. Jerusalem (parte 2/6) – 8:26
3. Jerusalem (parte 3/6) – 9:01
4. Jerusalem (parte 4/6) – 10:28
5. Jerusalem (parte 5/6) – 5:45
6. Jerusalem (parte 6/6) – 9:03

## Formazione
- Al Cisneros – voce, basso
- Matt Pike – chitarra elettrica
- Chris Hakius – batteria

## Produzione
Jerusalem
- Sleep – produzione
- Philp Hayward – tecnico assistente
- Doug Henderson – tecnico assistente
- Fred Kervorkian – editing
- Adam Muñoz – tecnico assistente